# Target Earth (1954)
Target Earth (deutsch: Ziel Erde) ist ein US-amerikanischer Independent Science-Fiction-Film. Literarische Vorlage war die Kurzgeschichte Deadly City von Paul W. Fairman, die im März 1953 in dem Science-Fiction-Magazin If: Worlds of Science Fiction unter dem magazineigenen Pseudonym Ivar Jorgensen erschienen war. Die Uraufführung fand am 7. November 1954 statt.

## Handlung
Nach einem misslungenen Selbstmordversuch aus Verzweiflung über den Tod ihres Ehemanns erwacht Nora King in ihrem Hotelzimmer und wundert sich über die eigentümliche Stille. Auf der Straße stellt sie fest, dass die (im Film nicht genannte) Stadt menschenleer ist.
Sie trifft auf Frank Brooks. Beide kommen zu dem Schluss, dass die Stadt offensichtlich evakuiert wurde. Sie brechen in ein Radiogeschäft ein, um einen Sender mit Nachrichten zu hören, doch ist kein Strom vorhanden, mit dem ein Radio betrieben werden kann.
In einem anderen Hotel treffen sie auf das Paar Vicki Harris und Jim Wilson, die die letzte Nacht mit Alkohol durchgefeiert haben und eigentlich nur an gutem Essen und Trinken interessiert sind. Schließlich machen sie sich zu viert auf die Suche nach anderen Menschen.
Sie treffen auf den verzweifelten Charles Otis, der ihnen von Plünderungen und aufgefundenen Leichen berichtet. Als ein riesiger Schatten an einem Gebäude erscheint, gerät Otis in Panik, rennt davon und wird von einem geheimnisvollen Strahl getötet. Die vier Überlebenden beobachten anschließend, dass der Strahl von einem riesigen Roboter stammt, der die Straßen patrouilliert. Die Vier suchen sich ein Hotel, wo sie sich mit Lebensmitteln und Kerzen versorgen, um das Eintreffen von Hilfe abzuwarten, da eine Flucht aus der Stadt unmöglich scheint.
Außerhalb der Stadt suchen General Wood und seine Militärs sowie Wissenschaftler nach einer Waffe, mit der die rund 700 Roboter, die aus dem Weltraum gelandet sind und eventuell von der Venus stammen, bekämpft werden können. Die Roboter besitzen tödlich wirkende Strahler, mit denen sie Lebewesen töten und auch Flugzeuge zum Absturz bringen können. Tom, der leitende Wissenschaftler, hat einen funktionsuntüchtigen Roboter, der den Militärs in die Hände gefallen ist, untersucht und glaubt eine Waffe gegen die sonst unverwundbaren Maschinen erfinden zu können.
Im Hotel werden die Vier von dem bewaffneten Psychopathen Davis überfallen, der Nora entführen und mit ihr durch die Abwässerkanäle fliehen will. Als auf der Straße vor dem Hotel ein Roboter erscheint und Davis dadurch kurz abgelenkt ist, will Vicky ihn überrumpeln, wird aber von ihm getötet. Als Frank Davis angreift, löst sich aus dessen Revolver ein Schuss, der zwar den Verbrecher tötet, aber auch den Roboter auf die Überlebenden aufmerksam macht.
Der Roboter dringt in das Hotel ein. Nora, Frank und Jim fliehen vor der Maschine auf das Dach. Als es der Roboter betritt, wirft sich ihm Jim entgegen, um für Nora und Frank Zeit zu gewinnen. Er wird von der Maschine getötet. Als der Roboter das Paar angreifen will, ertönt eine Sirene. General Wood, der Wissenschaftler Tom und Soldaten nähern sich in einem Jeep, auf dem ein akustischer Verstärker installiert ist. Der Verstärker sendet Hochfrequenzgeräusche aus, die das Schaltzentrum des Roboters zerstören. Nora und Frank sind gerettet und verlassen mit ihren Rettern im Jeep die Stadt.

## Kritik
Bill Warren bewertete den Film insgesamt recht positiv, insbesondere die Regie und die schauspielerischen Leistungen. Das Modell des Roboters hielt er dagegen selbst für das geringe Filmbudget von angeblich $ 85.000.- für wenig gelungen und plump.

## Produktionsnotizen
Der Film wich in der Rollenzeichnung geringfügig von der Literaturvorlage ab. In der Kurzgeschichte ist die Handlung in Chicago angesiedelt und die Heldin Nora eine Prostituierte.
Das Roboterkostüm wurde von Steve Calvert getragen, der bereits mit Gorillakostümen in Die Braut des Gorilla (1951) und Bela Lugosi meets a Brooklyn Gorilla (1952) aufgetreten war.
Regisseur Rose drehte nur drei Spielfilme, war jedoch ein erfahrener Cutter, der zahlreiche B-Movies im Westerngenre geschnitten hatte. Es war die erste Filmproduktion von Herman Cohen, der eine kleine Nebenrolle als Techniker hat. Die Innendreharbeiten wurden innerhalb einer Woche abgeschlossen. Die Außenaufnahmen fanden an frühen Wochenendtagen in Los Angeles statt.

## Überlieferung
Der Film wurde sowohl auf VHS als auch auf DVD ediert; inzwischen liegt auch eine kolorierte Fassung vor.